# نوروز ۷۶
نوروز ۷۶ یک مجموعه تلویزیونی محصول سال ۱۳۷۵ به کارگردانی داریوش کاردان، نویسندگی داریوش کاردان و تهیه‌کنندگی ایرج کاردان می‌باشد که در نوروز ۱۳۷۶ از شبکه یک پخش شد.

## بازیگران
- داریوش کاردان
- حسین رفیعی
- بیژن بنفشه‌خواه
- محمدرضا علیمردانی
- هادی کاظمی